# Kinkora
Kinkora är en ort i Kanada.   Den ligger i provinsen Prince Edward Island, i den östra delen av landet, 900 km öster om huvudstaden Ottawa. Kinkora ligger 32 meter över havet och antalet invånare är 339.
Terrängen runt Kinkora är platt, och sluttar västerut. Närmaste större samhälle är Summerside, 16,9 km nordväst om Kinkora. 
Omgivningarna runt Kinkora är en mosaik av jordbruksmark och naturlig växtlighet. Runt Kinkora är det glesbefolkat, med 10 invånare per kvadratkilometer.